# Портрет Фёдора Николаевича Посникова
«Портрет Фёдора Николаевича Посникова» — картина Джорджа Доу и его мастерской из Военной галереи Зимнего дворца.
Картина представляет собой погрудный портрет генерал-майора Фёдора Николаевича Посникова из состава Военной галереи Зимнего дворца.
С начала Отечественной войны 1812 года полковник Посников командовал 1-м батальоном лейб-гвардии Семёновского полка, а с июля по декабрь временно командовал всем полком и сражался при Бородино. В Заграничных походах 1813—1814 годов отличился в сражении при Лютцене, а за Кульмский бой был произведён в генерал-майоры. В конце сентября 1813 года получил в командование Малороссийский гренадерский полк, во главе которого отличился при штурме Парижа.
Изображён в генеральском мундире, введённом для пехотных генералов 7 мая 1817 года — в момент написания портрета Посников не носил этот мундир, поскольку с 1816 года находился в отставке и вернулся на службу в конце 1825 года, уже после того как портрет был сдан в Эрмитаж. Слева на груди звезда ордена Св. Анны 1-й степени; на шее крест ордена Св. Владимира 3-й степени; по борту мундира кресты прусских орденов Красного орла 2-й степени и Пур ле мерит; справа на груди серебряная медаль «В память Отечественной войны 1812 года» на Андреевской ленте, крест ордена Св. Георгия 4-го класса (надет с нарушением правил ношения — должен находиться перед медалями), бронзовая дворянская медаль «В память Отечественной войны 1812 года» на Владимирской ленте и Кульмский крест. Слева на уровне эполета и чуть ниже немного подстёртая подпись художника и дата: paintd from natu.e by G. Dawe R. A. 1823. С тыльной стороны картины надпись: Posnikof. Подпись на раме: Ѳ. Н. Посниковъ, Генералъ Маiоръ.
7 августа 1820 года Комитетом Главного штаба по аттестации Посников был включён в список «генералов, заслуживающих быть написанными в галерею» и 25 марта 1822 года император Александр I приказал написать его портрет. Гонорар Доу был выплачен 29 декабря 1824 года и 24 марта 1825 года. Готовый портрет был принят в Эрмитаж 7 сентября 1825 года. В. К. Макаров назвал этот портрет одной из лучших работ Доу.